# Liste der Stolpersteine in Strausberg

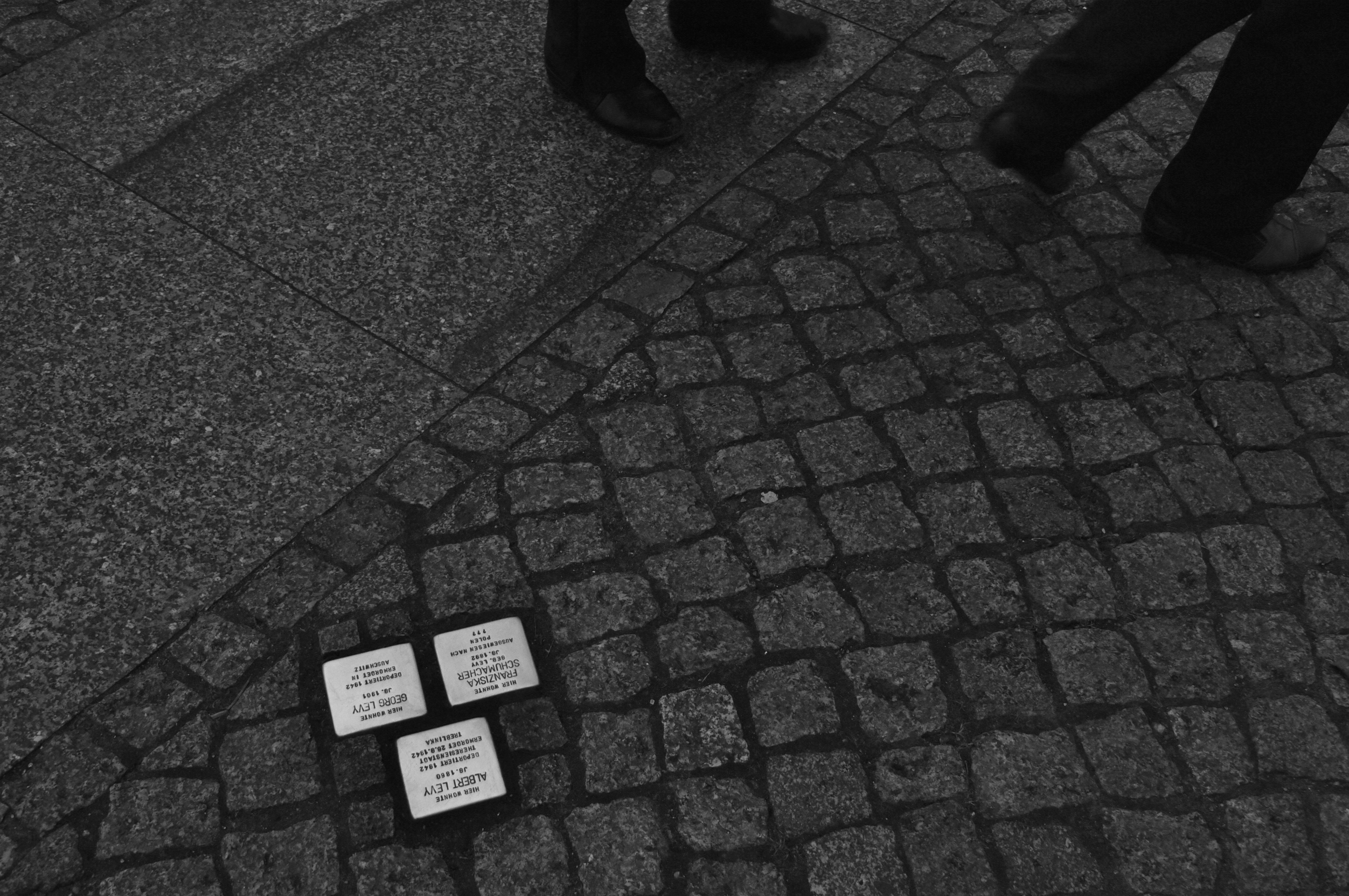
Stolpersteine in Strausberg

In der Liste der Stolpersteine in Strausberg werden die vorhandenen Stolpersteine aufgeführt, die im Rahmen des Projektes des Künstlers Gunter Demnig in Strausberg bisher verlegt worden sind. Stolpersteine erinnern an das Schicksal der Menschen, die von den Nationalsozialisten ermordet, deportiert, vertrieben oder in den Suizid getrieben wurden. Die Stolpersteine werden in der Regel von ihm vor dem letzten selbstgewählten Wohnsitz des Opfers verlegt.

## Stolpersteine
In Strausberg wurden 15 Stolpersteine an sieben Adressen verlegt.
Die Tabelle ist teilweise sortierbar; die Grundsortierung erfolgt alphabetisch nach dem Familiennamen.
| Stolperstein | Inschrift | Verlegeort                                  | Name, Leben          |
| ------------ | --- | ------------------------------------------- | -------------------- |
|              | HIER WOHNTE BERTA BLASBALG GEB. SCHLOCHAUER JG. 1879 DEPORTIERT 1942 INS BESETZTE POLEN ERMORDET IN TRAWNIKI                                            | Große Straße 61 Lage                        | Berta Blasbalg       |
|              | HIER WOHNTE FRIEDA FASS GEB. GOTTLIEB JG. 1901 DEPORTIERT 1942 INS BESETZTE POLEN ERMORDET IN TRAWNIKI                                                  | Große Straße 61 Lage                        | Frieda Fass          |
|              | HIER WOHNTE JETTCHEN FASS JG. 1921 DEPORTIERT 1942 INS BESETZTE POLEN ERMORDET IM GHETTO WARSCHAU                                                       | Große Straße 61 Lage                        | Jettchen Fass        |
|              | HIER WOHNTE MOISY FINGERGUT JG. 1894 'SCHUTZHAFT' 1938 GEFÄNGNIS CHEMNITZ VERHAFTET 1943 GEFÄNGNIS POTSDAM DEPORTIERT 1943 AUSCHWITZ ERMORDET 25.8.1943 | Große Straße 61 Lage                        | Moisy Fingergut      |
|              | HIER WOHNTE KÄTHE JACHMANN JG. 1908 DEPORTIERT 1942 RIGA ERMORDET 29.10.1942                                                                            | Große Straße 61 Lage                        | Käthe Jachmann       |
|              | HIER WOHNTE PAULA KORFF GEB. REICH JG. 1880 DEPORTIERT 1942 INS BESETZTE POLEN ERMORDET IN TRAWNIKI                                                     | Landhausstraße 24 Lage                      | Paula Korff          |
|              | HIER WOHNTE ALBERT LEVY JG. 1860 DEPORTIERT 1942 THERESIENSTADT ERMORDET 26.9.1942 TREBLINKA                                                            | Grünstraße 1 (ehemals Große Straße 73) Lage | Albert Levy          |
|              | HIER WOHNTE GEORG LEVY JG. 1901 DEPORTIERT 1942 ERMORDET IN AUSCHWITZ                                                                                   | Grünstraße 1 (ehemals Große Straße 73) Lage | Georg Levy           |
|              | HIER WOHNTE HELENE LEVY GEB, HARTWICH JG.1862 UNFREIWILLIG VERZOGEN 1939 BERLIN EINGEWIESEN HEILANSTALT BERLIN BUCH TOT 9. MAI 1940                     | Grünstraße 1 (ehemals Große Straße 73) Lage | Helene Levy          |
|              | HIER WOHNTE MAREK LÖFFLER JG. 1897 DEPORTIERT 1943 THERESIENSTADT ERMORDET 15.3.1945 KZ DACHAU                                                          | August-Bebel-Straße 13 Lage                 | Marek Löffler        |
|              | HIER WOHNTE ARTUR LONDON JG. 1880 DEPORTIERT 1941 ERMORDET IN KOWNO                                                                                     | Große Straße 10 Lage                        | Artur London         |
|              | HIER WOHNTE CHARLOTTE LONDON GEB. FRIEDEMANN JG. 1894 DEPORTIERT 1941 ERMORDET IN KOWNO                                                                 | Große Straße 10 Lage                        | Charlotte London     |
|              | HIER WOHNTE CHANE MALE MARCUS JG. 1887 DEPORTIERT 1942 INS BESETZTE POLEN ERMORDET IN TRAWNIKI                                                          | Fontanestraße 7 Lage                        | Chane Male Marcus    |
|              | HIER WOHNTE FRANZISKA SCHUMACHER GEB. LEVY JG. 1892 AUSGEWIESEN NACH POLEN ?                                                                            | Grünstraße 1 (ehemals Große Straße 73) Lage | Franziska Schumacher |
|              | HIER WOHNTE ALFRED ZEIDLER JG. 1880 DEPORTIERT 1942 INS BESETZTE POLEN ERMORDET IN TRAWNIKI                                                             | Weinbergstraße 6 Lage                       | Alfred Zeidler       |
|              | HIER WOHNTE LUISE ZEIDLER GEB. BROH JG. 1886 DEPORTIERT 1942 INS BESETZTE POLEN ERMORDET IN TRAWNIKI                                                    | Weinbergstraße 6 Lage                       | Luise Zeidler        |